# Markus Wüst
Pour les articles homonymes, voir Wust.
Markus Wüst, né le 26 décembre 1971, est un coureur suisse du combiné nordique actif entre 1990 et 1995. Il compte une médaille de bronze par équipes aux Championnats du monde 1995.

## Biographie
Pour ses débuts internationaux à la Coupe du monde, il est cinquième à Strbske Pleso en 1990. Il gagne la médaille de bronze des Championnats du monde junior en 1991.
Il se classe 46e de l'épreuve individuelle aux Jeux olympiques d'hiver de 1994.
Pour son ultime compétition internationale, les Championnats du monde 1995, il est médaillé de bronze par équipes avec Armin Krügel, Stefan Wittwer et Jean-Yves Cuendet.

## Palmarès

### Championnats du monde
- Championnats du monde 1995 à Thunder Bay :
  -  Médaille de bronze par équipes.

### Championnats du monde junior
- Reit im Winkl 1991 :
  -  Médaille de bronze.

### Coupe du monde
- Meilleur classement général : 26e en 1993
- Meilleure performance : 5e ( Štrbské Pleso, 1990).

### Coupe du monde B
- Vainqueur du classement général en 1995.
- Trois victoires :  Szczyrk 21 février 1993 et 23 mars 1995,  Mayrhofen 29 janvier 1995
- Deux deuxièmes places :  Bad Goisern 14 février 1993,  Štrbské Pleso 26 mars 1995.